# Straßenbahn Invercargill
Die Straßenbahn Invercargill war ein Straßenbahnsystem in der neuseeländischen Stadt Invercargill. Der Fahrbetrieb begann am 26. März 1912; bis zur Stilllegung der letzten Linie am 10. September 1952 war sie die südlichste Straßenbahn der Welt. 40 Jahre diente die Straßenbahn als Hauptverkehrsmittel der Stadt, bis sie durch die neu aufkommenden Omnibusse ersetzt wurde.

## Linien
Das Netz der Straßenbahn bestand aus vier Linien: Waikiwi, Georgetown, North Invercargill und South Invercargill. 1935 fand die einzige Netzerweiterung zur East Road und Kew Road statt, in welcher ein neues Krankenhaus eröffnet wurde. Im Jahr 1947 begann die Einstellung von Linien, beginnend mit der Verkürzung der Waikiwi-Linie nach Gladstone. Mitte 1951 folgten die Linien nach Waikiwi und Georgetown; einer der Straßenbahnwagen wurde später als Wahlkabine verwendet. Anfang 1952 wurde die Linie South Invercargill eingestellt, der letzte Wagen musste von einem anderen ins Depot gezogen werden, da er kaputt ging. Im September endete der Betrieb der letzten verbliebenen Linie nach North Invercargill. Auch hier musste einer der letzten Wagen aufgrund von Demolierung ins Depot geschleppt werden.

## Geschichte

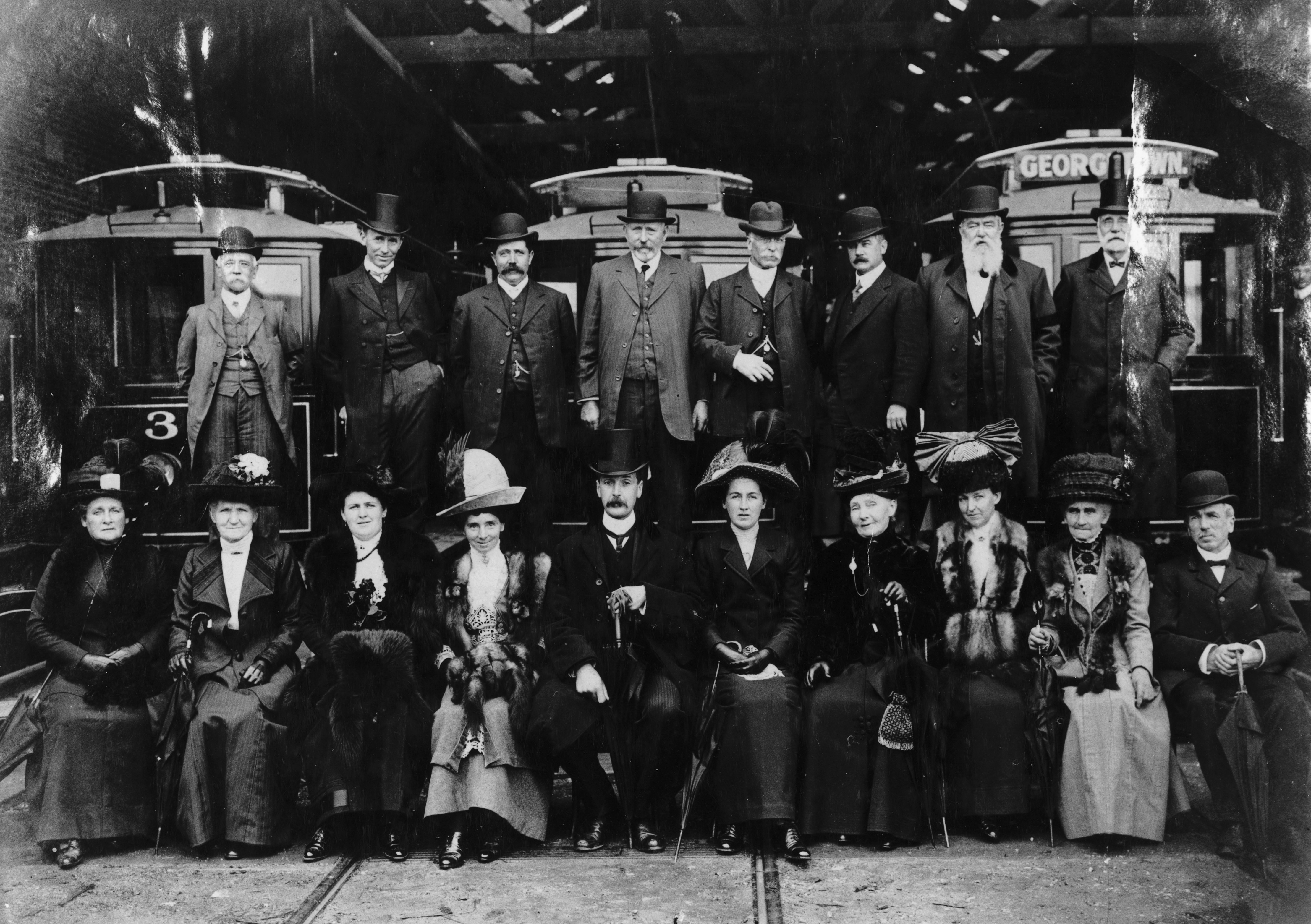
Eröffnung des Straßenbahnbetriebs 1912

Der elektrischen Straßenbahn von Invercargill ging eine Pferdebahn voraus, die Southland Tramway Company nahm ihren Betrieb im Stadtzentrum auf hölzernen Schienen im Dezember 1881 auf. Im Jahr 1886 übernahm die neu gegründete Gesellschaft Invercargill and Suburban Tramway Company den Betrieb. 1908 wurde die Pferdebahn zugunsten einer 1909 beschlossenen elektrischen Straßenbahn eingestellt. Zur Erzeugung der elektrischen Fahrenergie hatte die Company ein Kohlekraftwerk gebaut.
Am 14. Januar 1911 begann die Verlegung der entsprechenden Schienen und Fahrdrähte für die elektrische Straßenbahn in der Dee Street. Diese erste Strecke wurde am 26. März 1912 feierlich eröffnet, der Bürgermeister William A. Ott fuhr den ersten Straßenbahnwagen. Die ersten zehn Triebwagen stammten von Boon and Co aus Christchurch. Im Jahr 1922 kamen sechs Birney Trams aus den Vereinigten Staaten zum Einsatz. Der Betrieb wurde aber mit der Zeit unrentabel, ab 1937 machte die Straßenbahn jährlich etwa 5 000 NZP Verlust. Die Stadtverwaltung Invercargill entschied 1945, die unrentable Straßenbahn, deren Instandhaltung aufgrund der billigen Bauweise sich nicht mehr lohnte, schrittweise durch Omnibusse zu ersetzen. Bis 1951 wurde der Betrieb größtenteils aufrechterhalten, da noch nicht genügend Busse vorhanden waren, im September 1952 wurde die letzte Linie eingestellt.
2009 wurde der ehemalige Birney-Straßenbahnwagen Nummer 15 restauriert, er wird im Museumsbetrieb der Straßenbahn von Christchurch verwendet.